# Nakalipithecus
A Nakalipithecus nakayamai egy történelem előtti homonida faj a mai Kenya régióban élt a késő miocénben, 10 millió évvel ezelőtt. Az új nem típusfaja a Nakalipithecus. Egy fosszilis állkapocscsont és tizenegy izolált fog alapján írták le 2005-ben japán és kenyai kutatók egy csapata iszapömlés lerakódásban Nakali régióban az Észak-Kenyai Hasadékvölgy tartományban, a tudományos neve azt jelenti hogy "Nakali majom".
A fosszilis fogakat vastag zománc borította ami arra utal hogy az étrendje ennek a homonidának egy tekintélyes mennyiségű kemény objektumot tartalmazott, esetleg diót vagy magokat. A Kyoto Egyetem kutatói szerint a Nakalipithecus faj nagyon közel van a gorillák, csimpánzok és emberek utolsó közös őséhez. Ezért a Homininae egy bazális tagjának tekinthető, mielőtt szétváltak volna a három ma élő származási vonalra. Az Ouranopithecus nemre is hasonlít másik történelem előtti homonida fajokra amiket a mai Görögországban találtak.
Az evolúciós jelentősége kettős, először együtt a Ouranopithecussal bizonyítékot adnak arra hogy a mai Homininae származási vonalak nem ágaztak el mintegy 8 millió évnél korábban. Második támogatja az elméletet hogy a közeli rokonai az embereknek Afrikában fejlődtek ki. A versengő nézet hogy a modern típusa az emberszabású majmoknak kihalt Afrikában, és hogy a Homininae eredetileg egy Ázsiai származási vonal volt, ami csak később kolonizálta újra Afrikát, amit nehéz kibékíteni a korai késő miocén kori bazális homonida jelenlétével Afrikában.

## Lásd még
- Anoiapithecus
- Chororapithecus
- Pierolapithecus
- Samburupithecus